# 歌剧院广场 (法兰克福)

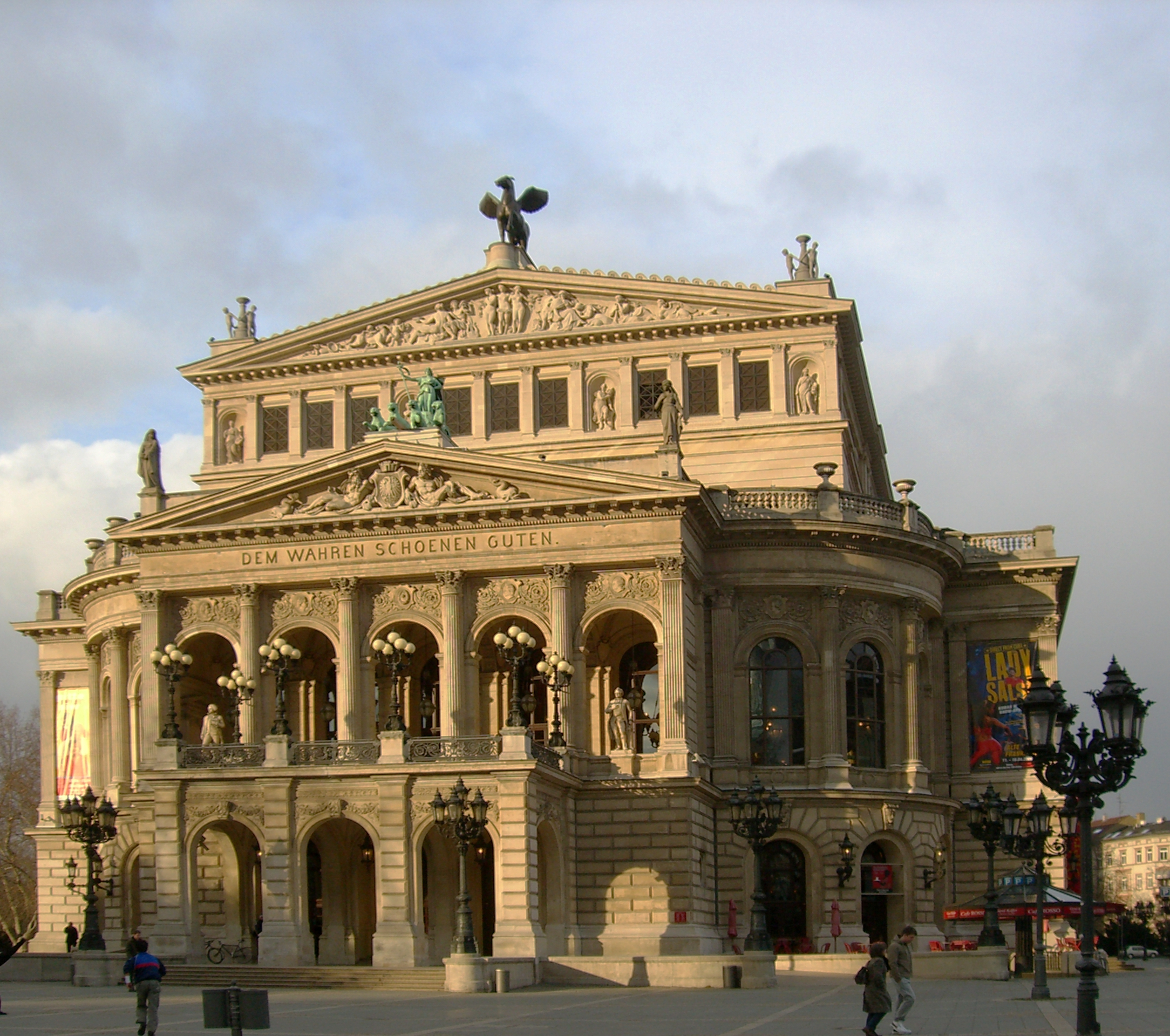

歌剧院广场（Opernplatz）是德国法兰克福市中心内城区西部（歌剧院区）的一个广场，属于银行区的一部分。它得名于法蘭克福舊歌劇院，今天是一个音乐厅。法兰克福歌剧院索菲特酒店（Sofitel Frankfurt Opera）位于歌剧院广场14号。歌剧院广场以东的歌剧院区拥有歌德大街等一些著名的购物街。

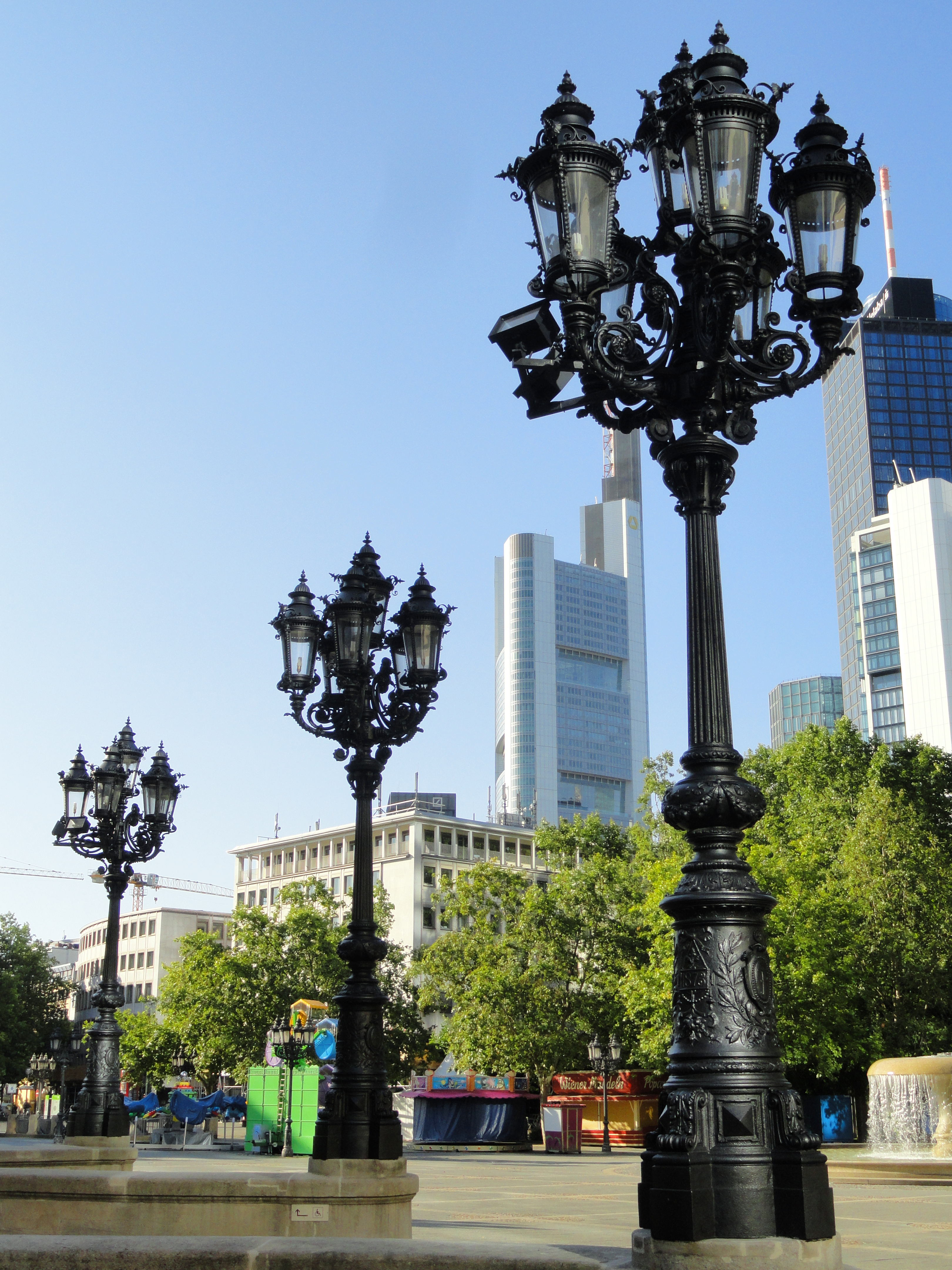
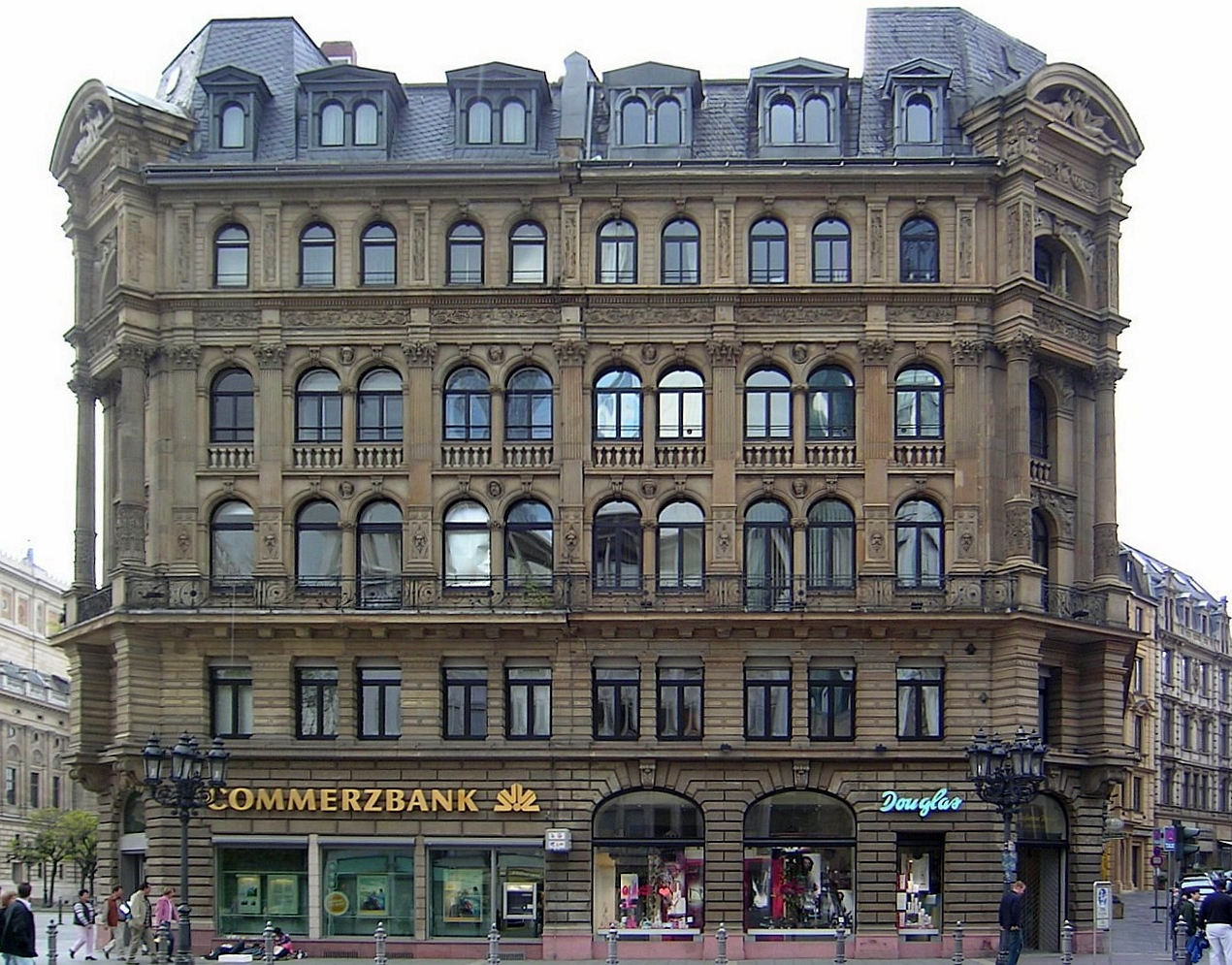
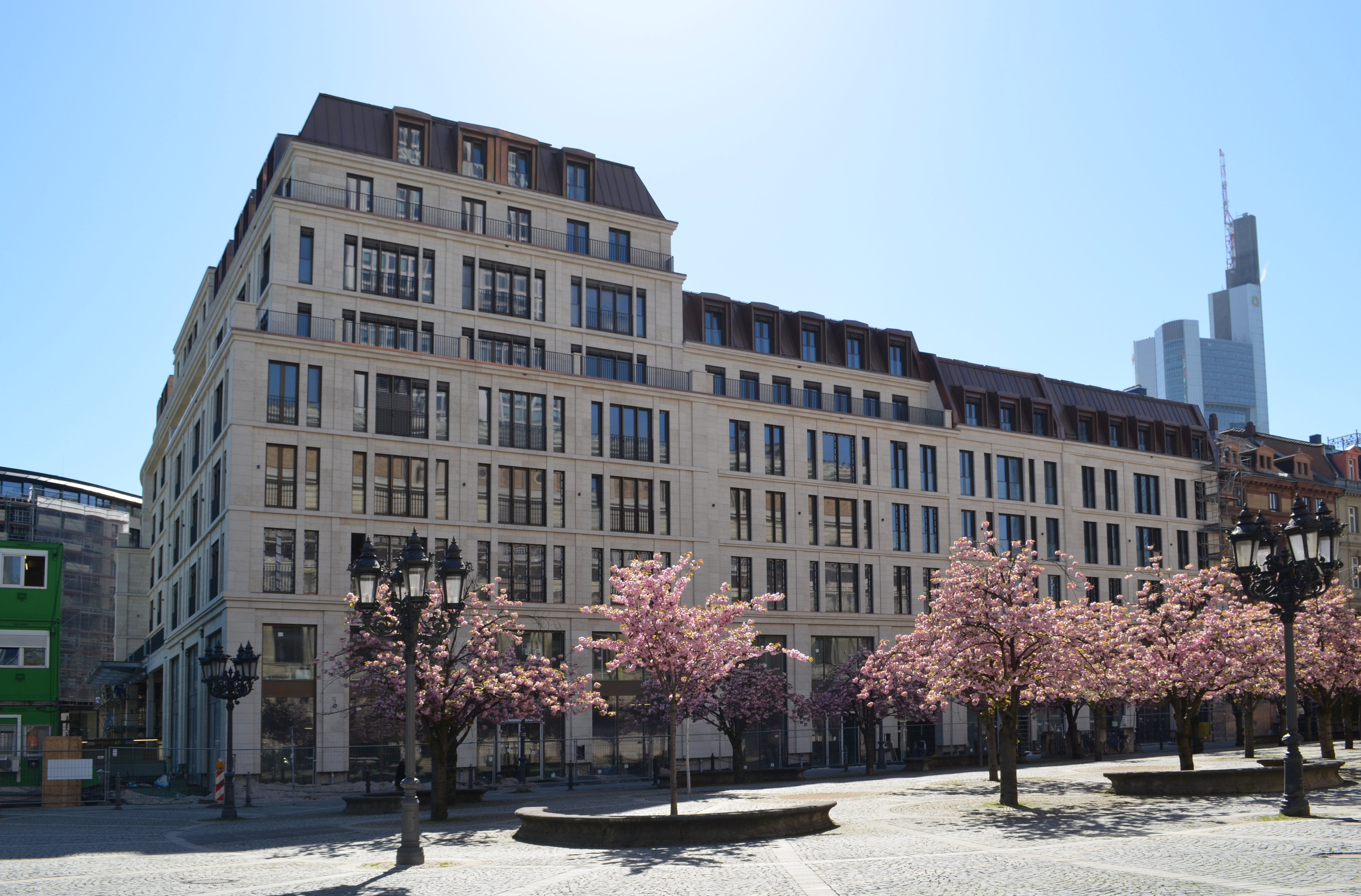